# Orden ejecutiva

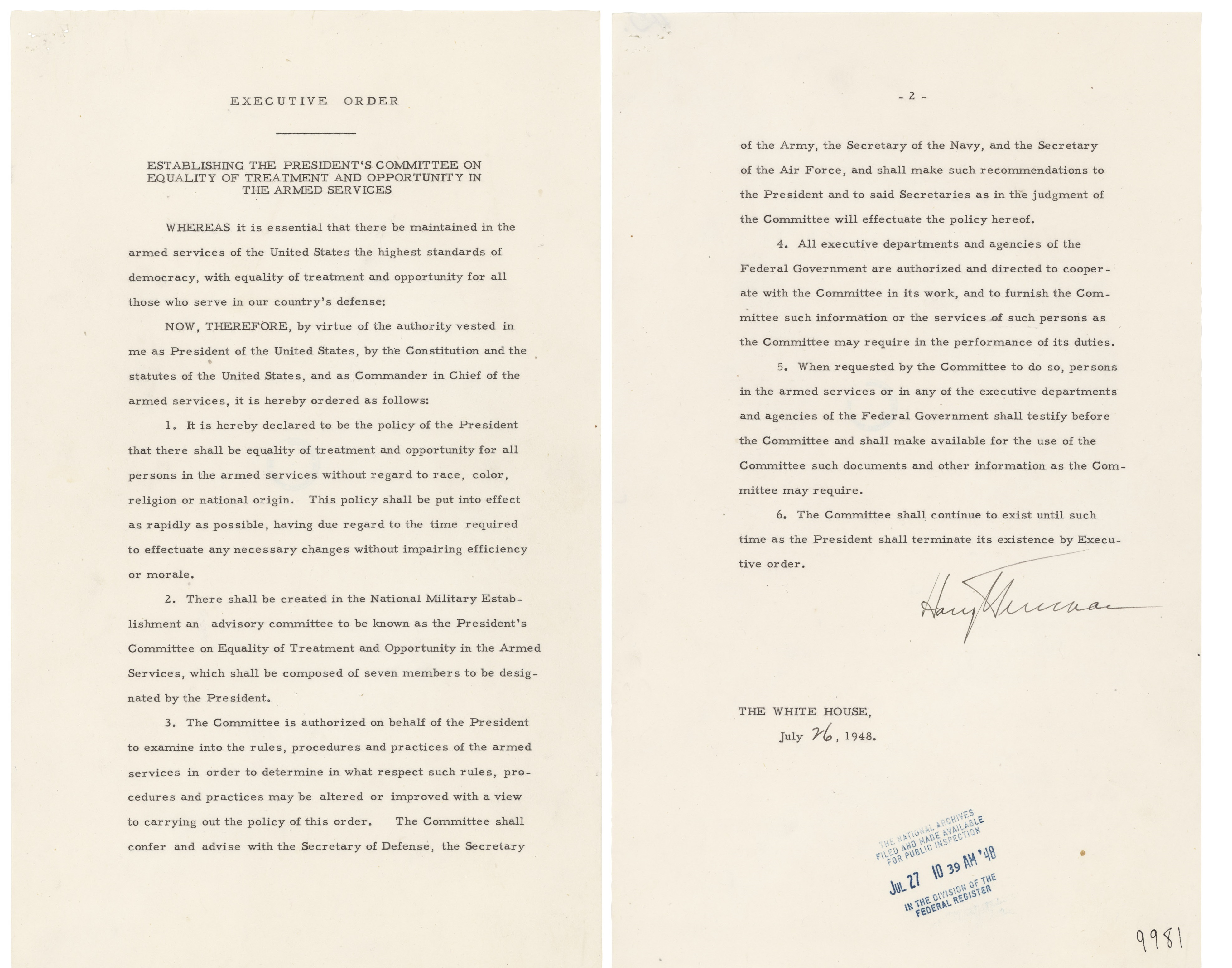
Orden ejecutiva 9981, firmada por el presidente Harry S. Truman en julio de 1948, que abolió la discriminación racial en las Fuerzas Armadas.

Las órdenes ejecutivas (en inglés, executive orders), también llamadas órdenes presidenciales, decretos presidenciales, ordenamientos presidenciales u ordenanzas ejecutivas, son directivas pertenecientes al derecho administrativo dictadas por el Presidente de los Estados Unidos que administran las operaciones de la rama ejecutiva del gobierno federal con el objetivo de hacer cumplir las leyes y surgen efectos obligatorios únicamente para los miembros de la misma.
El Presidente de los Estados Unidos y las agencias del gobierno no cuentan con potestad reglamentaria, por lo cual no pueden crear normas de carácter general para la población o el comercio excepto en los casos expresos en que las leyes del Congreso les den potestades de rulemaking. Usualmente una ley que delega la autoridad para promulgar reglamentos se denomina estatuto de autorización o delegación de autoridad reglamentaria (que, en parte, es semejante a la potestad reglamentaria en el derecho continental).
Al igual que los cuerpos legales y los reglamentos promulgados por organismos gubernamentales, las órdenes ejecutivas están sujetas a la revisión judicial y pueden ser dejadas sin efecto si los tribunales consideran que su contenido no está conforme a la ley o la Constitución. Las principales iniciativas políticas requieren de la aprobación por el poder legislativo, pero las órdenes ejecutivas tienen una influencia significativa en los asuntos internos de gobierno, decidiendo cómo y en qué medida la legislación será aplicada, enfrentar situaciones de emergencia, librar guerras, y en general, el ajuste fino de las opciones de políticas en la implementación de las leyes de contenido amplio.

## Historia
| Presidente                                                 | Cantidad | Número de O.E. inicial |
| ---------------------------------------------------------- | -------- | ---------------------- |
| George Washington                                          | 8        | n/a                    |
| John Adams                                                 | 1        | n/a                    |
| Thomas Jefferson                                           | 4        | n/a                    |
| James Madison                                              | 1        | n/a                    |
| James Monroe                                               | 1        | n/a                    |
| John Quincy Adams                                          | 3        | n/a                    |
| Andrew Jackson                                             | 12       | n/a                    |
| Martin van Buren                                           | 10       | n/a                    |
| William Henry Harrison                                     | 0        | n/a                    |
| John Tyler                                                 | 17       | n/a                    |
| James K. Polk                                              | 18       | n/a                    |
| Zachary Taylor                                             | 5        | n/a                    |
| Millard Fillmore                                           | 12       | n/a                    |
| Franklin Pierce                                            | 35       | n/a                    |
| James Buchanan                                             | 16       | n/a                    |
| Abraham Lincoln                                            | 48       |                        |
| Andrew Johnson                                             | 79       |                        |
| Ulysses S. Grant                                           | 217      |                        |
| Rutherford B. Hayes                                        | 92       |                        |
| James Garfield                                             | 6        |                        |
| Chester Arthur                                             | 96       |                        |
| Grover Cleveland (1.° periodo)                             | 113      |                        |
| Benjamin Harrison                                          | 143      |                        |
| Grover Cleveland (2.° periodo)                             | 140      |                        |
| William McKinley                                           | 185      |                        |
| Theodore Roosevelt                                         | 1081     |                        |
| William Howard Taft                                        | 724      |                        |
| Woodrow Wilson                                             | 1803     |                        |
| Warren G. Harding                                          | 522      |                        |
| Calvin Coolidge                                            | 1203     |                        |
| Herbert Hoover                                             | 968      | 5075                   |
| Franklin D. Roosevelt                                      | 3522     | 6071                   |
| Harry S. Truman                                            | 907      | 9538                   |
| Dwight D. Eisenhower                                       | 484      | 10432                  |
| John F. Kennedy                                            | 214      | 10914                  |
| Lyndon B. Johnson                                          | 325      | 11128                  |
| Richard Nixon                                              | 346      | 11452                  |
| Gerald R. Ford                                             | 169      | 11798                  |
| Jimmy Carter                                               | 320      | 11967                  |
| Ronald Reagan                                              | 381      | 12287                  |
| George H. W. Bush                                          | 166      | 12668                  |
| Bill Clinton                                               | 308      | 12834                  |
| George W. Bush                                             | 291      | 13198                  |
| Barack Obama                                               | 276      | 13489                  |
| Donald Trump (1.° periodo)                                 | 217      | 13765                  |
| Joe Biden                                                  | 162      | 13985                  |
| Donald Trump (2.° periodo) (hasta el 9 de febrero de 2025) | 46       | 14147                  |